# Arrondissement di Prades
L'arrondissement di Prades è un arrondissement dipartimentale della Francia situato nel dipartimento dei Pirenei Orientali, nella regione dell'Occitania.

## Storia
Fu creato nel 1800, sulla base dei preesistenti distretti.

## Composizione
L'arrondissement è composto da 100 comuni raggruppati in 6 cantoni:
- cantone di Mont-Louis
- cantone di Olette
- cantone di Prades
- cantone di Saillagouse
- cantone di Sournia
- cantone di Vinça